# カルロ・フォルリヴェジ
カルロ・フォルリヴェジ（Carlo Forlivesi、1971年10月23日 - ）は、イタリアの現代音楽の作曲家。エミリア＝ロマーニャ州ファエンツァ出身。ボローニャ音楽院、ミラノ音楽院を卒業した後、サンタ・チェチーリア国立アカデミア卒業。

## 経歴
ボローニャ音楽院でピアノ修士号を取得、ミラノ音楽院で作曲修士号を取得（首席で卒業）した後、サンタ・チェチーリア国立アカデミアで作曲博士号を取得する。その後、IRCAM（ポンピドゥーセンター、音響音楽研究所）でコンピューターと作曲の一年コースに選出される。ブーレーズ、ドゥティエ、ファーニホゥ、グリゼィ、ハーヴェイ、リゲティ、マヌリ、ムライ、リセ、ストロッパ、クセナキス、ジョルディ・サバールらに師事する。デンマーク政府特別研究員としてDIEM (デンマーク電子音響音楽研究所) でコンピューター音楽の研究を深めたのち、日本政府文部科学省給費生として、東京音楽大学大学院で湯浅譲二に師事する。またアイヌ音楽の研究に取り組み、論文を発表する。2005年アメリカフルブライトコミッション研究員としてアメリカでオーガスタ・リード・トーマスに師事のもと作曲活動を進める。作品はリヨン国立劇場、ヤクルトホールで演奏されるなど、現在西欧で最も活動的な現代音楽作曲家である。近年パリに活動の拠点を移し、ヨーロッパで活動する。

## 受賞歴
- ボローニャ芸術協会賞
- ミラノ音楽院委嘱賞
- 第21回ルイジ・ルッソロ国際コンテスト入選
- イタリア若手芸術家協会助成プログラム
- 武満徹作曲賞入選
- ジュネシスミュージカーレ賞（ユーゴスラヴィア）
- サクソニアDTKV国際作曲コンテスト三位（ドイツ）
- ガウデアムス賞入選（オランダ）
- (財)ヤマハ音楽振興会音楽活動支援プログラム
- フーブ・カースタンス賞（オランダ）
- MATAフェスティヴァル入選（ニューヨーク）
- 60×60プロジェクト（ニューヨーク）
- 第3回アンサンブル・アレフ主催国際作曲フォーラム （フランス）
- ハルトグレンソロチェロ作品ビエナーレ（アトランタ）
- ポーランド国際作曲賞
- ニューヨークミニアトリスアンサンブル
- ロサンジェルスソニックオディッセイ

## 主要作品
括弧内は演奏団体、演奏地

### オーケストラ作品
- MUTTER MORTE（東京都交響楽団、東京オペラシティコンサートホール）
- THREE LYRICS OF KYOKA IZUMI （オランダ交響楽団、オランダ）
- LAUDA - CELLO CONCERTO

### 合唱作品
- MYOSOTIS TRIPTYCH （イタリア、スロヴェニア、オランダ）
- SPEM IN ALIUM  for 2 voices
- AUDIVI VOCEM  for 3 voices
- SAUL, SAUL  for 3 voices and organ
- PATER VOLO (ANTE CONSTITUTIONEM MUNDI)
- "O" - ANTIPHONAE

### アンサンブル、室内楽作品
- QUATTRO FRAMMENTI（イタリア）
- FIGURE SENZA VOLTO （イタリア、ドイツ）
- TRE CANTI PER UN MISTERIOSO AMORE  （イタリア）
- VARIAZIONI
- RECHERCHE（イタリア）
- STUDIO 4（イタリア）
- LETTERA SOPRA IL CANDORE DELLA LUNA（イタリア、ユーゴスラヴィア）
- DIE ZWEI BLAUEN AUGEN（イタリア）
- NACHTLIED – FRAGMENTE（フランス、ドイツ、オランダ、オーストリア）
- ROSENLEBEN（フランス、ドイツ、日本）
- HAMBURG GROOVE（ドイツ）
- LUX SUBTILISSIMA
- UB313
- L'OFFERTA DELLA SPADA ALLE ACQUE

### ソロ作品
- TOCCATA（イタリア）
- LA POINTE À LA DROITE DU COEUR （フランス、イタリア、日本）
- PASSACAGLIA （ドイツ、シカゴ、日本）
- PIÙ MESTO（カナダ、フランス、アメリカ）
- T.A.F. - TOCCATA AVANTI IL FINSTERLING（スウェーデン）

### 電子音楽作品
- THE FAIRY'S BOOK COVERED IN DEW（フランス）
- REQUIEM（イタリア、シカゴ、ロサンジェルス、日本）
- THE TUNNEL OF LIGHT（アメリカ、オーストリア、ルーマニア、オーストラリア）
- THROUGH THE LOOKING-GLASS（ポーランド）

### 舞踊、舞台音楽作品
- JAPANESE WINDOW - SESSHU'S LANDSCAPE 1495（イタリア、日本、ドイツ、シカゴ、上海）
- KAYA（秋吉台国際芸術村）

### 邦楽
- 初夏の陽ざし
- 琵琶のための新曲

## ディスコグラフィ
- Piu Mesto（Living Arts Recordings、アメリカ）
- The Tunnel of Light（Vox Novus、アメリカ）
- Through the Looking-Grass（Teatr Polskiego Radia、ポーランド）
- Nachtlied-Fragmente（CIRM、フランス）
- Myosotis Triptych（HERA、イタリア）

## テレビ・ラジオ出演
- ラジオカナダ
- ニューヨークラジオ
- RAI 3（イタリアのテレビ）
- Tele 1（イタリアのテレビ）

## 著書
- The Traditional Music of the Ainu - New Approaches and Findings（札幌大学文学部）
- The fairy's book covered in dew（IRCAM）
- Musica e Utopia（Terza Pagina）
- Quasi come un niente（Veronesi）